# ضياء موسى بونياتوف
ضياء موسى أوغلو بونياتوف (بالأذرية: Ziya Bünyadov)‏؛ (24 ديسمبر 1921، آستارا - 21 فبراير 1997، باكو ) هو كاتب ومؤرخ وأكاديمي أذربيجاني.

## حياته
ولد ضياء بونيادوف في 21 ديسمبر 1923 في مدينة أستارا، في عائلة مترجم عسكري خدم في أحد أفواج فرقة القوزاق التابعة لقائد الجيش لياخوف قبل فترة طويلة من ثورة أكتوبر. كان والده موسى موفسوم أوغلو بونيادوف، وهو من نسل مشايخ العلماء في بيبي هيبت. بفضل والده، تعلم اللغة العربية منذ الصغر وبدأ في قراءة القرآن الكريم. والدته هي رايسا ميخائيلوفنا جوساكوفا، إحدى المستوطنين الروس القدامى في أذربيجان، والتي ولدت في ليمان بلنكران. وبحسب الوثائق التاريخية التي بني عليها الأنساب، فإن لقب بونيادوف مأخوذ من اسم جده الأكبر الثالث عشر الشيخ بونياد

## سنوات الخدمة العسكرية
كان مكان الخدمة العسكرية لبونيادوف هو بيسارابيا. دخل معركته الأولى في بندر وهي مدينة ساحلية صغيرة على نهر دنيستر، بعد ساعة فقط من بدء الحرب العالمية الثانية. باستثناء الوقت الذي قضاه في المستشفيات، أمضى ضياء بونيادوف معركة مشرفة في الحرب العالمية الثانية، حيث قاتل على الجبهة حتى برلين.
قام بدور نشط في معارك أوكرانيا، مولدوفا، معارك موزدوك، توابسي، بيلاروسيا وبولندا. شارك بونيادوف في المعارك في شمال القوقاز وقاد سرية قوامها 120 رجلاً من ساراتوف، نصفها كان من بحارة نهر الفولغا.
خلال عملية فيسلا-أودر، استولت الوحدة العسكرية رقم 123 المكونة من 670 مقاتلاً تحت قيادة النقيب بونيادوف على الجسر الملغوم بطول 80 مترًا فوق نهر بيليسا وتمكنت من حمايته من هجمات العدو المستمرة لعدة ساعات حتى وصول القوات الرئيسية.
في 27 فبراير 1945، حصل ضياء بونيادوف على لقب بطل الاتحاد السوفيتي.

## الأعمال العلمية
بعد نهاية الحرب عمل ض. بونيادوف في الفترة من مايو 1945 إلى مايو 1946 كمساعد للرئيس في بانكوف، المنطقة الأكثر شهرة في برلين. ولمشاركته النشطة في ترميم وتطبيع الحياة الاقتصادية والثقافية في برلين، حصل على ميداليات "آرثر بيكر" و"وافنبرودرشافت" الذهبية.
بعد تسريحه من الجيش، التحق بونيادوف بمعهد موسكو للدراسات الشرقية في عام 1946، وفي عام 1950 تم قبوله في دورة الدراسات العليا في ذلك المعهد. دافع ضياء بونيادوف عن أطروحته للدكتوراه بعنوان "الإمبريالية الإيطالية في أفريقيا" في مايو 1954 وعاد إلى باكو في أغسطس من نفس العام. وفي نفس العام واصل بحثه العلمي في معهد التاريخ التابع لأكاديمية العلوم الأذربيجانية.
ومن عام 1958 إلى عام 1959، عمل بونيادوف مدرسًا في كلية الدراسات الشرقية بجامعة أذربيجان الحكومية. منذ عام 1964، كان رئيسًا لقسم "تاريخ القرون الوسطى" في معهد شعوب الشرق الأدنى والشرق الأوسط. في عام 1964، دافع عن أطروحته للدكتوراه حول "أذربيجان في القرنين السابع والتاسع" وحصل على درجة الدكتوراه العلمية في العلوم التاريخية، وفي عام 1965 نُشرت دراسته التي تحمل نفس الاسم.
في عام 1965، بقرار من لجنة التصديق العليا التابعة لوزارة التعليم العالي والثانوي في اتحاد الجمهوريات الاشتراكية السوفياتية، حصل على درجة الأستاذية. منذ عام 1966، كان مشاركًا منتظمًا في مؤتمرات الجمعية التاريخية التركية في أنقرة. ونظراً لخدماته الكبيرة في دراسة تاريخ الشعوب التركية، انتخب عضواً مناظراً في الجمعية التاريخية التركية في العام نفسه، وعضوا فخرياً فيها عام 1988.
انتخب عضوا مناظرا في أكاديمية العلوم الأذربيجانية في عام 1967، وعضوا كاملا و حقيقيا في أكاديمية العلوم في 21 أبريل 1976.
اعتبارًا من أبريل 1981، تم تعيين بونيادوف مديرًا لمعهد الدراسات الشرقية التابع للأكاديمية الوطنية الأذربيجانية للعلوم. وظل في هذا المنصب حتى عام 1986. في عام 1982، حصل على اللقب الفخري "العالم المشرف في جمهورية أذربيجان الاشتراكية السوفياتية". خلال الفترة 1988-1990، ترأس معهد الدراسات الشرقية التابع لأكاديمية العلوم في جمهورية أذربيجان الاشتراكية السوفياتية.
وفي عام 1990 انتخب نائبا لرئيس أكاديمية أذربيجان للعلوم. في عام 1991 أكمل مع البروفيسور واسيم محمد علييف ترجمة القرآن الكريم إلى اللغة الأذربيجانية.

## قتله
في 21 فبراير 1997، قُتل بوحشية على يد مجموعة إجرامية أمام المبنى الذي كان يعيش فيه. وقبل وقت قصير من مقتله، ذكر أن لديه وثائق تتعلق بالفساد في وزارة الدفاع.

## آثاره العلمية
- أذربيجان في القرنين السابع والتاسع. (بالروسية) المؤلف: ضياء موسيفيتش بونياتوف؛ المحرر: زيليك يوسيفوفيتش يامبولسكي. باكو: دار النشر التابعة لأكاديمية العلوم في جمهورية أذربيجان الاشتراكية السوفياتية، 1965، 383 ص
- دولة الأتابكة في أذربيجان (1136-1225 سنة). مترجمة من الروسية، ج. و. قهرمانوف. باكو: الأكاديمية الوطنية الأذربيجانية للعلوم، معهد الدراسات الشرقية، "دار النشر العلمية"، 1985
- أذربيجان في القرنين السابع والتاسع. ترجمة عن الروسية: جبار جباروف وحسن علي زاده. باكو: "الشرق والغرب"، 2007، 424 صفحة. ردمك 9789952340853
- الأديان والمذاهب (كتاب موسوعي بالاذربيجانية). باكو: "الشرق والغرب"، 2007
- الارهاب الأحمر. باكو: "أذرنشر"، 1993
- دولة الخوارزمشاه-أنوشتكيني

## المقالات
- دبابك وبيزنطة
- معلومات جديدة عن موقع قلعة شكي
- نبذة عن موقع مدينة و حصن بز
- حول اسم منكجيوير
- عن كلمة خرم
- بضع كلمات عن أبو حجة
- بضع كلمات عن سورة ياسين السادس و الثلاثين من القرآن
- التاريخ الألباني لمخيتار قوش
- حول عنوان خاقان
- قارا باباقلار او قبعات سوداء
- الاساطير و جاعلي الأسطورة
- تحليل أحداث سومقئيت
- حول المكالمة القسرية لجيفورج إيمي

## آثاره المترجمة
- "تاريخ ألبانيا" بقلم مويسي كالانكاتوكلو. مخيتار قوش "الوقائع الألبانية"، نص. باكو: "مطبعة أوراسيا"، 2006
- كتاب تلخيص الاثر للباكوى (1971)
- "حياة السلطان جلال الدين مانجبورنو" للنساوي (1973)
- "أخبار الدولتي السلجوقية" للحسينى (1980)
- كتاب الفتوحات لابن عصام الكوفي (1981)